# Martin Hotton
Martin Hotton (* 1946) ist ein englischer Komponist, Dirigent, Perkussionist, Organist und Musikpädagoge.
Hotton studierte bis 1968 am Royal College of Music, danach an der University of Reading. Er unterrichtete an verschiedenen staatlichen und privaten Schulen, wirkte als klassischer Perkussionist, Organist und Dirigent. Von 1980 bis 1986 leitete er das York Symphony Orchestra. Als Komponist trat er vor allem mit Kirchenmusik und Werken für Perkussionsinstrumente hervor.